# 라틴 통화 동맹

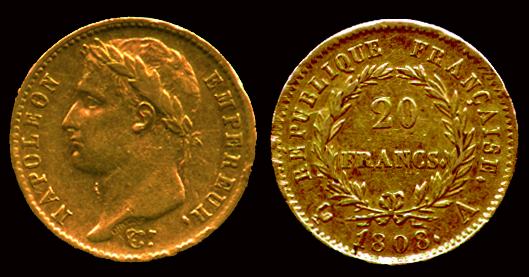

라틴 통화 동맹(LMU, Latin Monetary Union)은 19세기 유럽의 여러 통화를 단일 통화로 추진하려는 기구였다. 당시에는 주화를 금과 은으로 만들어졌기 때문에 이에 대한 비용 부담을 줄이고 통합력을 갖자는 의도였으며 1865년에 창설돼 1927년 해체됐다.

## 역사
1865년 12월 23일자로 프랑스 제2제국, 벨기에, 이탈리아 왕국, 스위스가 라틴 통화 동맹 설립에 대해 동의하면서 은 4.5 그램 혹은 0.290322의 금으로 통화를 국가별로 통용될 수 있도록 하는 조건에 서명했다. 1866년 8월 1일 이 조처가 발효됐다. 후에 스페인과 그리스가 1868년, 루마니아 왕국과 오스트리아-헝가리 제국, 불가리아 공국, 베네수엘라, 세르비아, 몬테네그로, 산마리노, 바티칸 시국이 1889년 가입했다.
나폴레옹 3세와 교황청의 재정부 장관의 묵시적 협약에 따라 미리 정해진 금은의 양이 아니라 은화 주화로 발행 비율을 높이게 됐다. 교황청의 주화는 절하되면서 다른 회원국에서 널리 쓰이게 됐지만 결국에는 스위스와 프랑스 중앙은행이 이를 거부했고 바티칸 시국이 동맹에서 제외됐다.
1873년에는 은 가격이 계속해서 절하되면서 금을 대신해 은으로 주화를 제조하는 것이 더 합리적이게 됐다. 1871년, 1872년 2년 동안 프랑스 조폐국은 은 5백만 프랑어치를 은화로 만든 반면 1873년에는 단 1년동안 1억 5,400만 프랑어치의 은을 은화로 만들었다. 은화가 지나치게 넘쳐나자 파리에서 1874년 1월 30일 열린 회의를 거쳐 은화 공급을 일시적으로 중당하기로 했다. 1878년에 이르러 은화 공급의 이점이 사라지자 은화 발행이 전면적으로 중단됐다. 1873년부터 금본위제를 사실상 채택하게 됐다.
1920년대 들어 20세기 초의 정치적 격변 상황에 의해 와해된 끝에 1927년 공식적으로 동맹 해체에 이르렀다.
통화 동맹이 제시했던 조건에 맞게 마지막으로 주조된 주화는 스위스 50센트, 1프랑, 2프랑(1967)이었다.

## 같이 보기
- 복본위제
- 유럽 연합의 경제 통화 동맹
- 유로
- 라틴 연합
- 스페인 페세타